# Matuanus azurensis
Matuanus azurensis är en insektsart som beskrevs av Robillard och Desutter-grandcolas 2008. Matuanus azurensis ingår i släktet Matuanus och familjen syrsor. Inga underarter finns listade i Catalogue of Life.